# Caribische troepiaal
De Caribische troepiaal (Quiscalus lugubris) is een zangvogel uit de familie van de troepialen (Icteridae). De wetenschappelijke naam van de soort werd in 1838 gepubliceerd door William Swainson.

## Ondersoorten
Er worden 8 ondersoorten onderscheiden:
- Q. l. lugubris: Trinidad, noordelijk Venezuela, de Guyana's en noordoostelijk Brazilië.
- Q. l. guadeloupensis: noordelijk-centrale Kleine Antillen.
- Q. l. inflexirostris: Saint Lucia (centrale Kleine Antillen).
- Q. l. contrusus: Saint Vincent (zuidelijke Kleine Antillen).
- Q. l. luminosus: Grenadines en Grenada (zuidelijke Kleine Antillen), Los Testigos (nabij noordoostelijk Venezuela).
- Q. l. fortirostris: Barbados (zuidelijke Kleine Antillen),  geïntroduceerd in Antigua, Barbuda, Saint Kitts (centrale Kleine Antillen).
- Q. l. orquillensis: Los Hermanos (nabij noordoostelijk Venezuela).
- Q. l. insularis: Isla Margarita en Los Frailes (nabij noordoostelijk Venezuela).